# Niadal
Niadal (biał. Нядаль; ros. Недаль, Niedal) – wieś na Białorusi, w obwodzie mińskim, w rejonie borysowskim, w sielsowiecie Msciż. W 2009 roku liczyła 33 mieszkańców.